# 爆炸鼠
爆炸鼠（英語：Explosive rat），或稱老鼠炸彈（rat bomb），是英國特種作戰部門（Special Operations Executive）在1941年研發用來對付納粹德國的武器。塞著塑膠炸藥的老鼠屍體被放置在德國的鍋爐室附近，之後鼠屍被丟進鍋爐燒掉而引起鍋爐爆炸。雖然第一批爆炸鼠被德國截獲而未實際使用，但德國因此耗費不少資源尋找其他爆炸鼠，使SOE認為這項計畫是成功的。

## 研發
第二次世界大戰期間英國特種作戰部門以學生實驗名義取得約100隻老鼠，這些老鼠被殺後體內縫上塑膠炸藥。當裝有炸藥的鼠屍在蒸汽機車、工廠、火力發電廠，或類似場所的鍋爐室附近被發現時，鍋爐手可能會將此令人不快的發現鏟入爐中燒掉，致使藏有的炸藥爆炸。一隻老鼠內雖然僅有少量炸藥，但產生的爆炸可在鍋爐壁炸出裂縫；對運作中的高壓鍋爐而言此裂縫可引起鍋爐爆炸而造成鍋爐毀損及人員傷亡。爆炸鼠內亦可裝上延時引信。

## 造成影響
第一批爆炸鼠在運送過程被德國截獲，使SOE放棄此項計畫。德軍在頂尖軍校中展示爆炸鼠，並組織尋找其他可能的爆炸鼠。SOE對此做出結論：他們（德軍）因尋找爆炸鼠得到的麻煩，比實際使用爆炸鼠，帶給我們（盟軍）帶來更大的成功。